# Benito Mussolini
Benito Amilcare Andrea Mussolini (phát âm tiếng Ý: [beˈnito mussoˈlini]; 29 tháng 7 năm 1883 – 28 tháng 4 năm 1945). Được gọi là Il Duce (Quý Lãnh tụ), Mussolini là người sáng lập ra chủ nghĩa phát xít Ý.Năm 1912, Mussolini là thành viên lãnh đạo của Đảng Xã hội (PSI), nhưng đã bị trục xuất khỏi PSI vì đã ủng hộ can thiệp quân sự trong Chiến tranh thế giới thứ nhất, trái ngược lập trường của đảng về tính trung lập. Mussolini phục vụ trong quân đội Hoàng gia Ý trong chiến tranh cho đến khi ông bị thương và xuất viện vào năm 1917. Mussolini lên án PSI, quan điểm của ông là tập trung vào chủ nghĩa dân tộc thay vì chủ nghĩa xã hội và sau đó thành lập phong trào phát xít.
Tháng 10 năm 1922, Mussolini trở thành Thủ tướng trẻ nhất trong lịch sử Ý cho đến khi bổ nhiệm Matteo Renzi vào tháng 2 năm 2014. Sau khi loại bỏ tất cả các đối thủ chính trị thông qua cảnh sát mật, quyền lực đã được Mussolini nắm trọn thông qua một loạt các sắc luật đã biến Ý thành một chế độ độc tài độc đảng. Mussolini nắm quyền cho đến khi bị những người cánh tả lật đổ vào năm 1943.
Mussolini đã tìm cách trì hoãn một cuộc chiến tranh ở châu Âu, nhưng Đức xâm chiếm Ba Lan vào ngày 1 tháng 9 năm 1939, dẫn đến tuyên bố chiến tranh của Pháp và Anh và sự khởi đầu của Chiến tranh thế giới thứ hai. Vào ngày 10 tháng 6 năm 1940 sau khi Pháp đầu hàng, Ý chính thức bước vào cuộc chiến bên cạnh Đức, mặc dù Mussolini biết rằng nước Ý không có khả năng quân sự và tài nguyên để thực hiện một cuộc chiến tranh lâu dài với Đế quốc Anh. Ông tin rằng sau khi có cuộc đình công Pháp sắp xảy ra, Ý có thể tranh giành lãnh thổ từ Pháp, và sau đó ông có thể tập trung lực lượng của mình vào một cuộc tấn công lớn ở Bắc Phi, nơi lực lượng Anh và Khối thịnh vượng chung đã bị các lực lượng Ý đông hơn uy hiếp.
Vào mùa hè năm 1941, Mussolini gửi quân Ý tham gia vào cuộc xâm lược Liên bang Xô viết, và Ý tuyên chiến với Hoa Kỳ vào tháng 12. Vào năm 1943, Ý đã trải qua một thảm họa khác: vào tháng 2, Hồng quân đã phá hủy hoàn toàn Quân đội Ý ở Nga; vào tháng 5, Khối Trục đã sụp đổ ở Bắc Phi; vào ngày 9 tháng 7, các đồng minh xâm lược Sicily; và đến ngày 16 nó trở nên rõ ràng hơn với cuộc tấn công mùa hè của Đức ở Liên Xô đã thất bại. Kết quả là, vào đầu ngày 26 tháng 7, vua Victor Emmanuel III đã miễn nhiệm ông là người đứng đầu chính phủ và đã bắt giam ông, đồng thời bổ nhiệm Pietro Badoglio làm Thủ tướng.
Vào ngày 12 tháng 9 năm 1943, Mussolini được cứu thoát trong cuộc đột kích Gran Sasso của lính dù Đức và các chỉ huy Waffen-SS do Thiếu tá Otto-Harald Mors dẫn đầu. Adolf Hitler sau đó đưa Mussolini phụ trách chế độ bù nhìn ở miền bắc với tên Cộng hòa xã hội Ý (tiếng Ý: Repubblica Sociale Italiana, RSI), còn được gọi là Cộng hòa Salò.
Vào cuối tháng 4 năm 1945, Mussolini và tình nhân Clara Petacci của ông đã cố gắng chạy sang Thụy Sĩ, nhưng cả hai đều bị bắt giữ bởi thành viên Đảng Cộng sản Ý và bị xử bắn vào ngày 28 tháng 4 năm 1945 gần hồ Como. Thi thể của ông sau đó được đưa tới Milan và treo ngược trên quảng trường để mọi người chứng kiến, nhổ nước bọt thể hiện sự khinh bỉ.

## Trước khi gặp Hitler
Cha của Mussolini là một người hăng hái ủng hộ chủ nghĩa xã hội, hành nghề thợ rèn; mẹ Mussolini là nhà giáo nhiệt tình, theo đạo Thiên chúa. Theo cha Mussolini, cái tên Benito của trùm phát xít tương lai xuất phát từ tên của vị Tổng thống México Benito Juárez và tên đệm Andrea và Amilcare là xuất phát từ các nhà hoạt động xã hội của Ý Andrea Costa và Amilcare Cipriani. Benito là con cả trong gia đình có ba người con. Hai người em của ông là Arnaldo và Edvige.
Khi là một cậu bé, Mussolini dành một chút thời gian giúp cha mình trong lò rèn. Tư tưởng chính trị của Mussolini chịu ảnh hưởng từ cha ông, một nhà hoạt động xã hội chủ nghĩa, người hâm mộ những người theo chủ nghĩa dân tộc Ý với khuynh hướng của chủ nghĩa nhân văn như Carlo Pisacane, Giuseppe Mazzini và Giuseppe Garibaldi.
Mussolini học ở trường một vài năm rồi trốn sang Thụy Sĩ để trốn nghĩa vụ quân sự.

## Điệp viên Anh trong Thế chiến 1

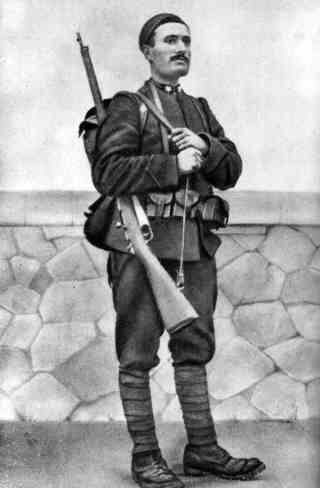
Mussolini vào năm 1917.

Cuộc nghiên cứu của một sử gia thuộc Viện Đại học Cambridge, Anh, được nhật báo The Guardian trích dẫn ngày 14 tháng 10 năm 2009, rằng Mussolini đã có một thời gian ngắn làm điệp viên cho Anh. Theo tài liệu được tìm thấy, thì vào năm 1917, Mussolini lúc đó đang là một nhà báo, đã được cơ quan Mật vụ Anh MI5 trả cho 100 Bảng Anh một tuần lễ, để tiếp tục hoạt động tại Ý, trong cuộc chiến đấu cho các lực lượng phe Hiệp ước trong Chiến tranh thế giới thứ nhất.
Nhà sử học Peter Martland cho tờ Guardian biết tiếp như sau: "Đồng minh kém tin cẩn nhất trong cuộc chiến vào lúc đó là Ý, sau khi phe Cách mạng Nga rút khỏi cuộc chiến. Mussolini, lúc đó được trả cho 100 Bảng Anh một tuần lễ, từ mùa Thu 1917 cho đến ít nhất một năm sau, để giúp duy trì cuộc chiến đang xảy ra - Số tiền trên là tương đương 6.000 Bảng Anh hiện nay (hoặc 9.600 đô la)." Sử gia Martland khám phá ra tài liệu này, khi ông nghiên cứu về các giấy tờ của Samuel Hoare, lúc đó điều khiển văn phòng của cơ quan MI5 tại Roma, trông coi vào khoảng 100 nhân viên tình báo Anh ở Ý.
Trong khi đăng tải các tuyên truyền ủng hộ chiến tranh trên tờ báo của mình, tờ Il Popolo d'Italia, Mussolini cũng còn xúi biểu các cựu chiến binh Ý hành hung các người đòi hòa bình. Sử gia Martland nói tiếp, "Tôi không có bằng chứng nào để chứng minh cho việc trả lương kia cho Mussolini để làm gì, nhưng tôi biết là ông ta thích gái, nên chắc ông cần đến số tiền đó để chi trả cho các tình nhân của ông."

## Đảng Xã hội
Sau thế chiến thứ nhất, ông bất ngờ chuyển từ chủ nghĩa dân tộc sang phe liên minh. Trong đảng Xã hội, những thành viên nào từng phản đối cuộc chiến đều trục xuất ông. Rồi ông tìm được tờ báo của chính mình, tờ Popolo D'Italia, được nhận trợ cấp từ Pháp do ủng hộ việc Ý gia nhập khối Hiệp ước. Ông gia nhập quân đội năm 1915 và lên chức hạ sĩ.

## Lãnh đạo Phát xít
Trong thời kỳ hậu chiến hỗn loạn, ông tìm kiếm những người ủng hộ ông, đa số là cựu chiến binh. Trong tờ Fasci di combattimento, ông biện hộ cho sự gây chiến của chủ nghĩa dân tộc, kịch liệt phản đối đảng cộng hòa và đảng xã hội. Giữa những cuộc đình công, lo âu về xã hội và sự tuột dốc của nghị viện, Mussolini đã ép buộc nhiều người tham gia khủng bố. Năm 1921, Mussolini được bầu vào nghị viện của nhà nước phát xít. Năm 1922, Mussolini đưa quân Đức hành quân qua Roma. Hoàng đế Victor Emmanuel III Đã nhượng bộ cho phép họ đi vào thành phố.
Với tư cách là Thủ tướng, Mussolini dần dần chuyển chế độ chính trị sang chủ nghĩa phát xít.
Đổi mới tổ chức
Nhà sử học người Mỹ gốc Đức Konrad Jarausch đã lập luận rằng Mussolini chịu trách nhiệm về một loạt các đổi mới chính trị khiến Chủ nghĩa Phát xít trở thành một thế lực hùng mạnh ở Châu Âu. Đầu tiên, ông vượt ra ngoài lời hứa mơ hồ về việc đổi mới đất nước trong tương lai, và chứng minh phong trào này thực sự có thể nắm quyền và vận hành một Chính phủ toàn trị ở một cường quốc theo Chủ nghĩa Phát xít.
Thứ hai, Mussolini tuyên bố Chủ nghĩa Phát xít đại diện cho toàn bộ cộng đồng dân tộc Ý chứ không phải chỉ đại diện cho một bộ phận như giai cấp công nhân hay tầng lớp quý tộc. Mussolini đã nỗ lực đáng kể để đưa yếu tố Công giáo trở lại, vốn từng bị xa lánh trước đây. Ông xác định vai trò công cộng đối với các lĩnh vực chính của cộng đồng doanh nghiệp thay vì cho phép nó hoạt động ở hậu trường.
Thứ ba, Mussolini đã phát triển sự sùng bái Lãnh tụ, tập trung sự chú ý của giới truyền thông và mọi cuộc tranh luận trên toàn quốc về chính cá nhân ông. Là một cựu nhà báo, Mussolini tỏ ra rất thành thạo trong việc khai thác mọi hình thức truyền thông đại chúng, bao gồm cả những hình thức mới như phim ảnh và đài phát thanh.
Thứ tư, Mussolini thành lập một cộng đồng đại chúng, với các chương trình miễn phí dành cho thanh niên, phụ nữ trẻ và nhiều nhóm khác, do đó họ có thể dễ dàng huy động và giám sát hơn. Ông đã đóng cửa tất cả các tổ chức và đảng phái chính trị khác ngoài Đảng Phát xít Quốc gia Ý. Giống như tất cả các Nhà độc tài, Benito Mussolini đã sử dụng sự đe dọa bạo lực phi pháp, cũng như bạo lực thực sự từ Lực lượng Áo đen của mình, để khiến tất cả phe đối lập sợ hãi.

## Thiết lập nhà nước cảnh sát trị
Từ năm 1925 đến năm 1927, Mussolini dần dần dỡ bỏ gần như mọi hạn chế theo hiến pháp và thông thường đối với quyền lực của mình và xây dựng một nhà nước cảnh sát . Một đạo luật được thông qua vào ngày 24 tháng 12 năm 1925—Đêm Giáng sinh đối với quốc gia có phần lớn người theo Công giáo La Mã —đã thay đổi chức danh chính thức của Mussolini từ "Chủ tịch Hội đồng Bộ trưởng" thành "Người đứng đầu Chính phủ", tuy nhiên Mussolini vẫn được những tờ báo bên ngoài nước Ý gọi bằng chức vụ "Thủ tướng Chính phủ Ý".
Ông không còn chịu trách nhiệm trước Nghị viện Ý, mà chỉ có Quốc vương nước Ý mới có thể bãi nhiệm ông. Trong khi Hiến pháp Ý tuyên bố rằng các bộ trưởng chỉ chịu trách nhiệm trước Quốc vương, còn trên thực tế, việc cai trị trái với ý chí rõ ràng của Nghị viện đã trở nên gần như không thể. Luật đêm Giáng sinh đã chấm dứt thông lệ này và cũng biến Mussolini trở thành người duy nhất có thẩm quyền xác định chương trình nghị sự của Nhà nước. Luật này đã biến Chính phủ Mussolini thành một chế độ độc tài pháp lý trên thực tế. Quyền tự trị địa phương bị bãi bỏ, và các Podestàs do Thượng viện Ý bổ nhiệm thay thế các thị trưởng và hội đồng được bầu.

## Quyết định của phe Đồng Minh với Đức
Mussolini là thân hữu của Adolf Hitler cùng nhau tạo kế hoạch để Đức tấn công Áo. Năm 1936, Hitler và Mussolini giúp Francisco Franco trong cuộc nội chiến Tây Ban Nha. Khối phát xít Đức-Ý được tăng cường sức mạnh bởi 1 đạo quân hùng hậu do con nuôi của Mussolini là Ciano, giúp đỡ.
Năm 1938, Mussolini bảo Hitler sáp nhập Áo và lập ra Hiệp ước Munich. Tháng 4 năm 1939, Mussolini ra lệnh cho quân Ý xâm chiếm Albania. Dưới sự thúc ép của Đức, Mussolini tổ chức lễ công bố chính sách bài Do Thái. Cuộc nội chiến ở Ethiopia và Tây Ban Nha đã bị dập tắt. Mussolini tránh không tham gia Thế chiến thứ hai cho tới khi Pháp thất thủ vào tháng 7 năm 1940.
Thất bại của quân Ý ở Hy Lạp và châu Phi và ưu thế ngày một lớn của phe Đồng minh đã tạo ra 1 cuộc nổi loạn trong lòng quân phát xít. Tháng 7 năm 1943, hội đồng tối cao phát xít từ chối giúp đỡ chính sách của Mussolini do Hitler soạn thảo. Musolini bị chính phủ Ý cầm tù nhưng trốn thoát sau 2 tháng nhờ cuộc cướp tù táo bạo do toán cảm tử quân Đức của Otto Skorzeny.

## Cái chết

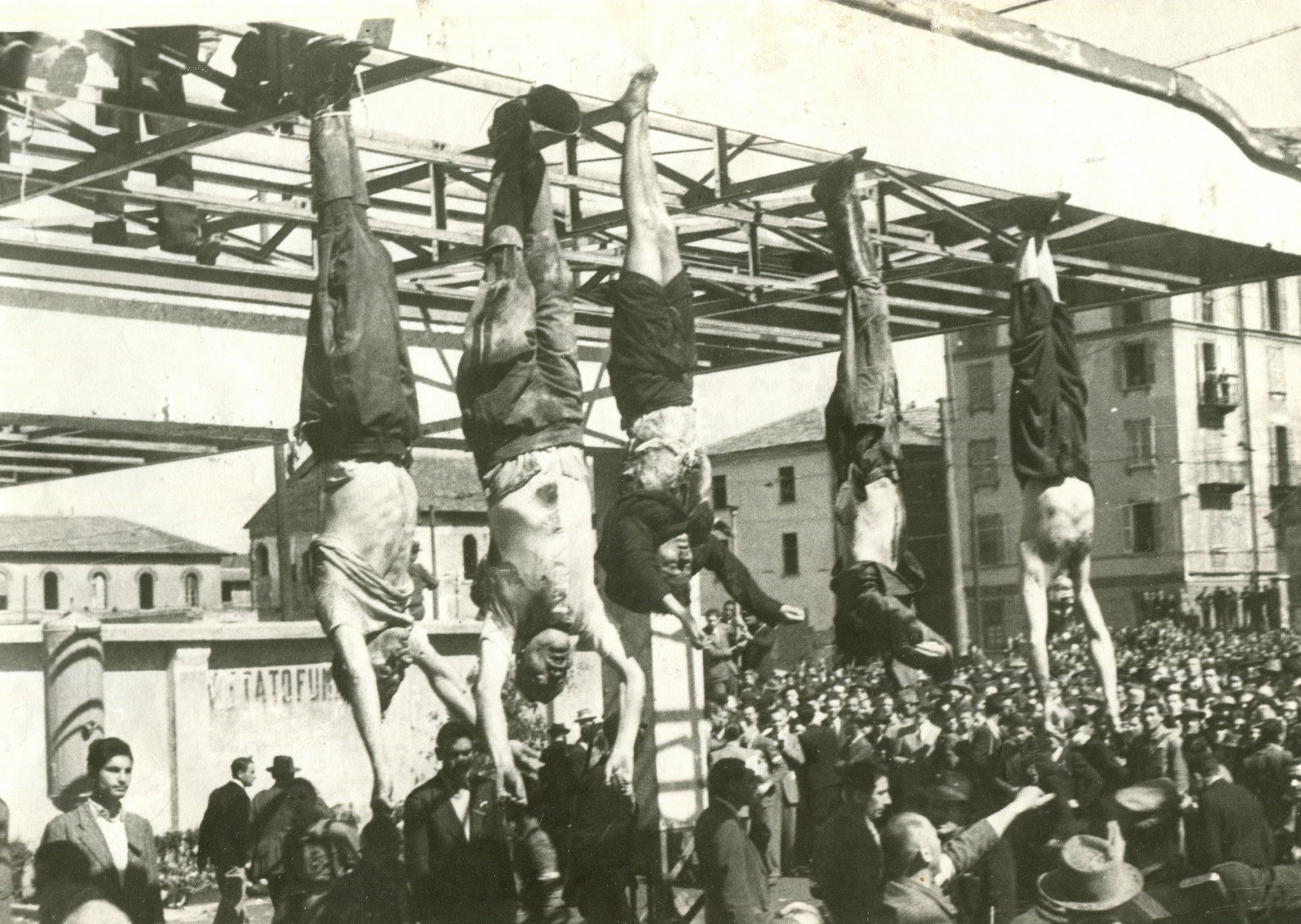
Thi thể của Nicola Bombacci, Benito Mussolini, Clara Petacci, Alessandro Pavolini và Achille Starace, được trưng bày tại Plaza Loreto, Milan năm 1945.

Tháng 4 năm 1945, Khối Trục sụp đổ. Mussolini và người tình Clara Petacci được quân SS Đức hộ tống bị quân du kích cộng sản kháng chiến bắt gần biên giới Thụy Sĩ. Quân kháng chiến thỏa thuận cho lính Đức đi nhưng giữ lại người Ý. Viên sĩ quan SS quyết định cải trang Mussolini thành lính SS nhưng bị quân du kích nhận ra. Sau đó Hội đồng kháng chiến kết án tử hình và thi hành bản án ngay sau đó. Khi thi hành án, Viên thiếu tá bắn súng ngắn nhưng bị hóc đạn, nên sĩ quan dưới quyền rút súng ngắn bắn thì người tình Clara Petacci (đã được tha do không liên quan) lao vào trúng viên đạn đầu tiên, Mussolini trúng hai viên đạn tiếp theo. Thi thể của họ được đưa tới Milan bị treo ngược ở quảng trường công cộng một vài ngày rồi chôn tại một nghĩa trang bí mật. Riêng xác của Mussolini sau đó được dời sang hầm mộ của gia đình vào năm 1957.